# غلامرضا دباغیان
غلامرضا دباغیان زاده شهر قم- کاراته کا و مربی کاراته اهل کشور ایران است.
او یکی از برترین مربیان کاراته جهان است که به مدت ۱۸ سال سرمربیگری، مربیگری و مدیریت تیم های ملی کاراته ایران را بر عهده داشت. دباغیان موسس باشگاه کاراته انقلاب قم می باشد و هم اکنون ریاست سازمان جهانی شوتوکان کاراته ایران را برعهده دارد و سرمربی باشگاه کاراته انقلاب و عضو کمیته فنی فدراسیون کاراته ایران است. از شاگردان قهرمان او می‌توان به امیرمهدی زاده، مهدی عموزاده، علیرضا کتیرایی، مجید عبدالحسینی و مهدی جعفری ازجمله شاگردان او هستند. او دارنده کمربند سیاه دان ۹ از سوی فدراسیون کاراته ایران و همچنین دارنده درجه کمربند سیاه دان ۹ و لقب هانشی از سوی کمیته فنی سازمان جهانی شوتوکان ایران است. همچنین دباغیان از مربیان بین المللی فدراسیون جهانی کاراته WKF است.

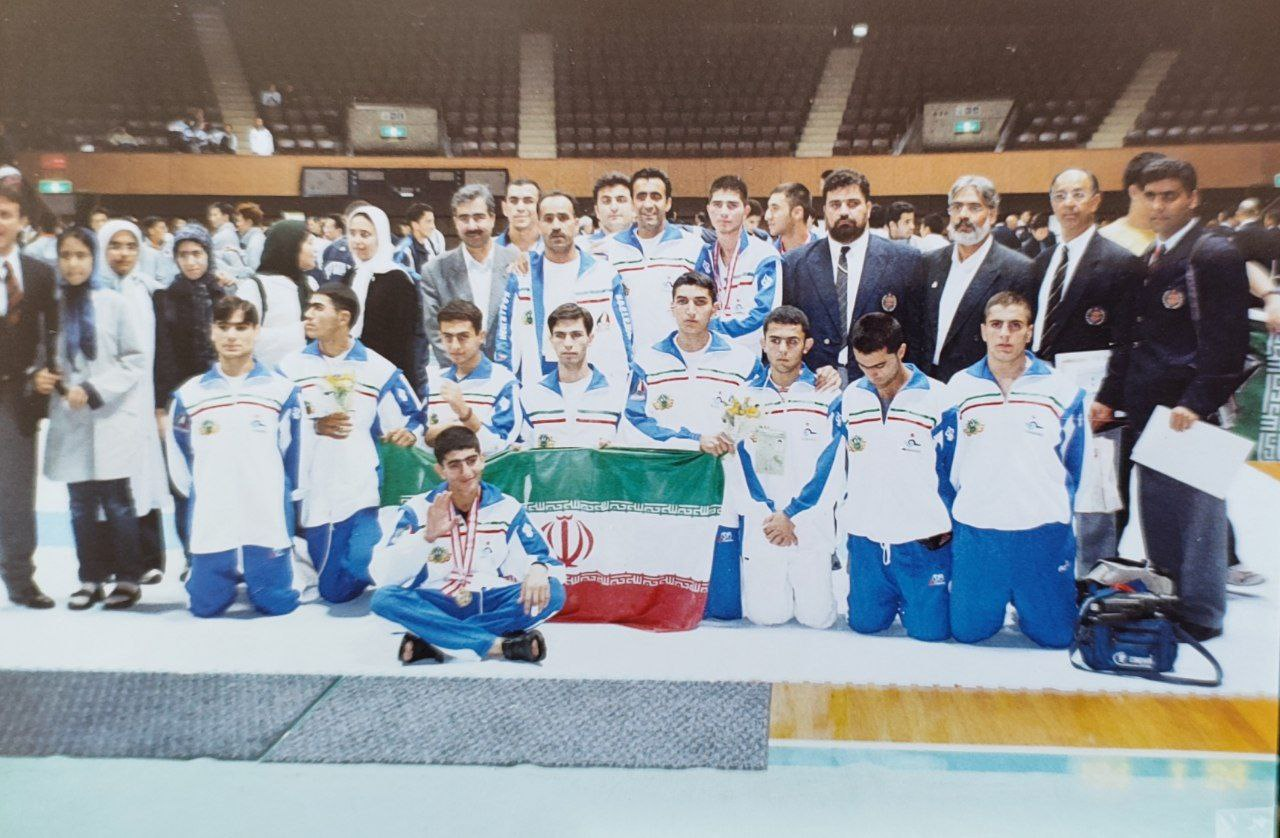
غلامرضا دباغیان سرمربی تیم ملی کاراته ایران در مسابقات آسیایی همراه تیم ملی

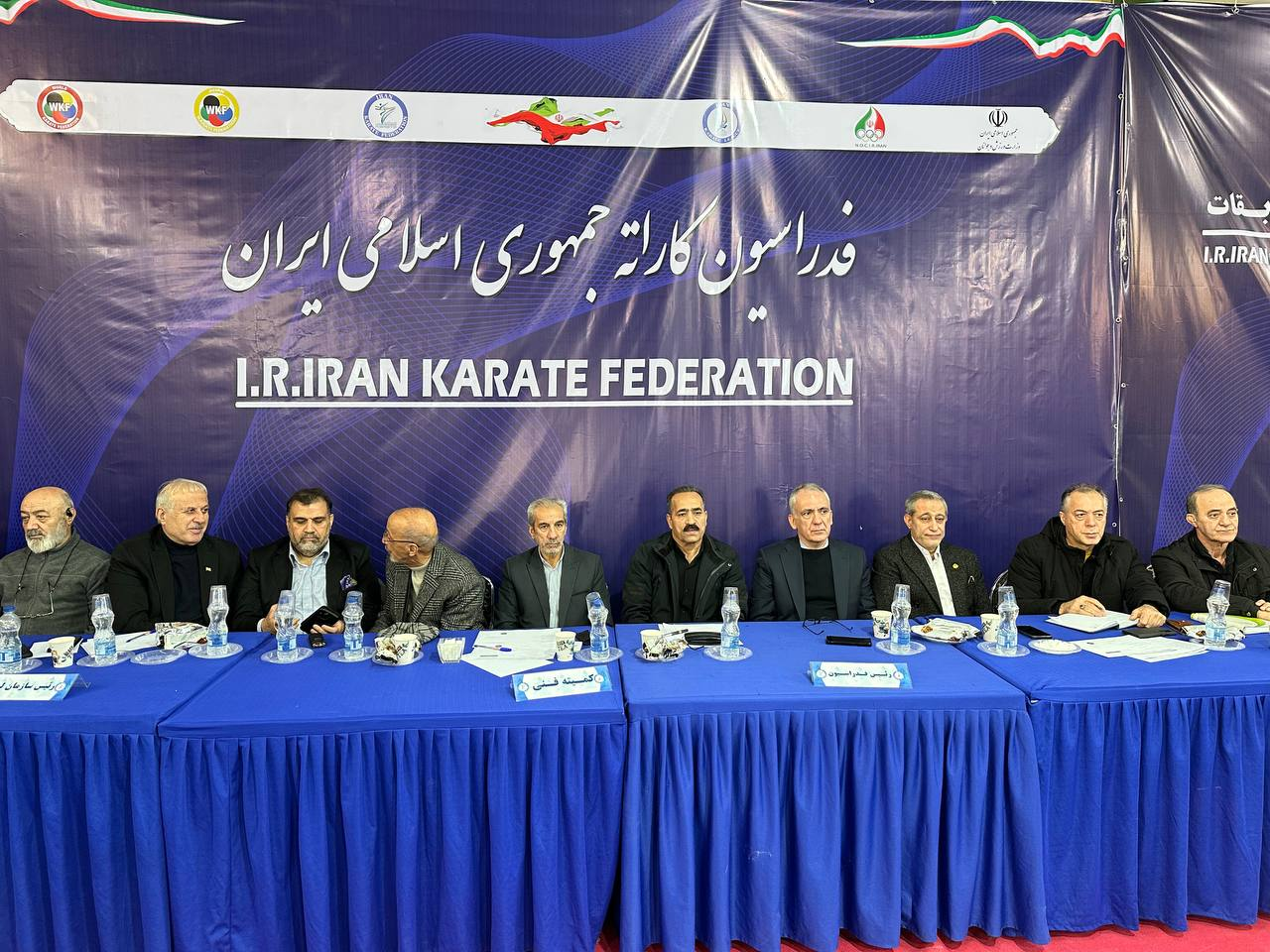
غلامرضا دباغیان در کمیته فنی فدراسیون کاراته مسابقات انتخابی تیم ملی

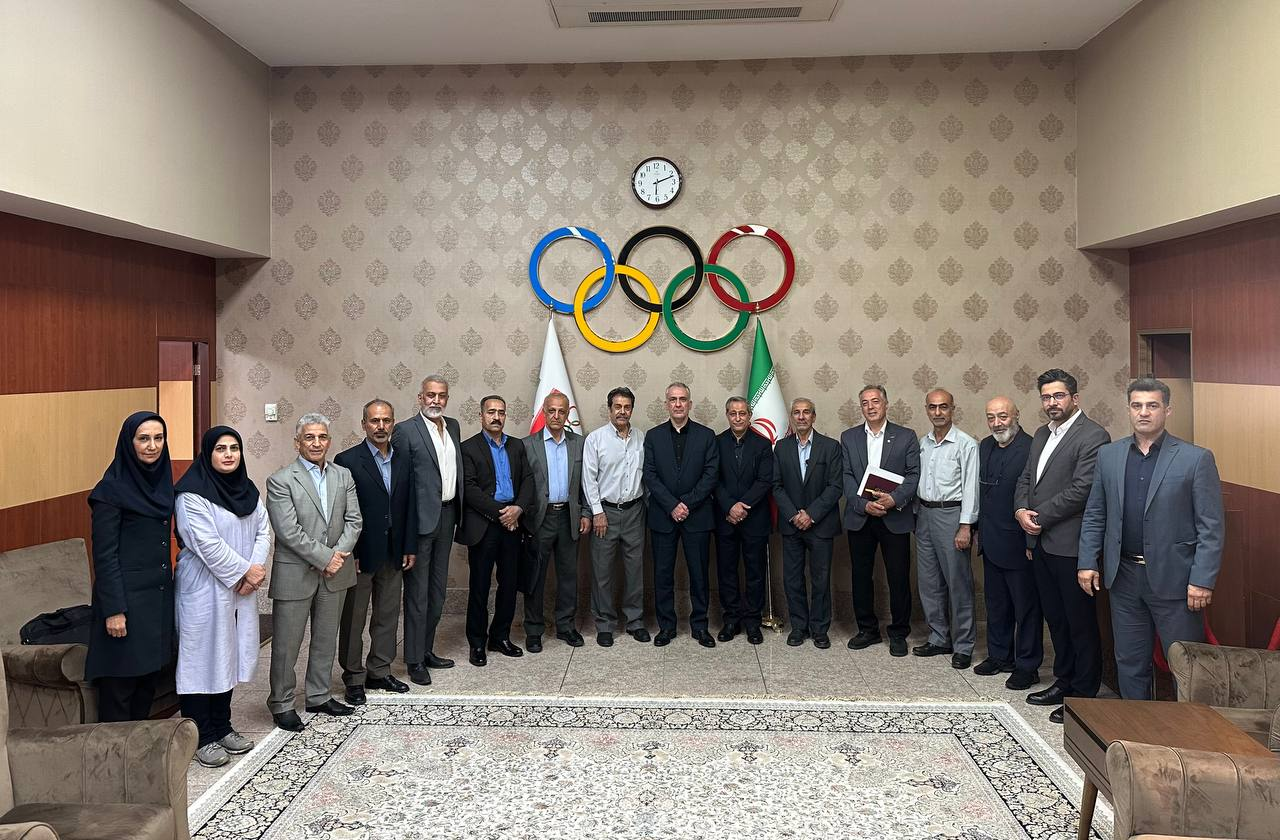
کمیته فنی فدراسیون کاراته ایران در کمیته ملی المپیک

غلامرضا دباغیان در سال ۱۳۵۲ کاراته را زیر نظر حسین پیری در سبک کان ذن ریو شروع کرد و در سال ۱۳۵۸ کمربند مشکی دان ۱ خود را از سوی انجمن کان ذن ریو کاراته ایران از  فرهاد وارسته بنیان گذار کاراته ایران دریافت کرد.
غلامرضا دباغیان در اواخر سال ۱۳۵۷ اقدام به تاسیس باشگاه کاراته انقلاب در شهر قم کرد و در تاریخ ۱۳۵۸/۰۵/۱۲ باشگاه به مکان کنونی انتقال داده شد و پروانه دائم باشگاه صادر گردید. باشگاه کاراته انقلاب قم پس از باشگاه آریا (حسین بیطرفان از کشتی گیران قم) اولین باشگاه اختصاصی کاراته در استان قم است که در حال حاضر باشگاه انقلاب قم یکی از افتخار ترین باشگاه‌های کاراته ایران شناخته می شود که قهرمانان و کاراته کاهای بسیاری را پرورش داده است. باشگاه کاراته انقلاب تنها باشگاه کاراته در جهان است که ۴ قهرمان جهان، بیش از 30 قهرمان آسیا و بیشر از ۱۵۰۰ قهرمان کشور و استان در رشته کاراته از ابتدا تا قهرمانی در آن تعلیم یافته اند.  
غلامرضا دباغیان در سال ۱۳۶۹ (۱۹۹۰) به عنوان کمک مربی وارد تیم ملی جوانان شد و در سال۱۳۷۱ (۱۹۹۲) به عنوان مربی تیم ملی بزرگسالان برگزیده شد و در سال ۱۳۷۳ (۱۹۹۴) به عنوان سرمربی تیم ملی کاراته بزرگسالان ایران انتخاب شد و تا سال ۱۳۸۵ (2006) سرمربیگری تیم ملی کاراته ایران را بر عهده داشت. دباغیان در سال ۱۳۷۸ (۲۰۰۰) تا زمان استعفا در سال 1385(2006) همزمان با سرمربیگری تیم ملی بزرگسالان مدیر فنی تیم های ملی کاراته نیز بود. او در سال ۱۳۸۵ بدلیل وجود مشکلاتی با فدراسیون کاراته از سمت سرمربیگری استعفا داد. و بعد از آن در سال های ۱۳۹۱(۲۰۱۲) و ۱۳۹۴(۲۰۱۵) در دومقطع یکساله به عنوان سرمربی تیم ملی بزرگسالان فعالیت کرد. در دوران سرمربیگری دباغیان در تیم های ملی؛ تیم ملی کاراته ایران به عنوان یکی از تیم های قدرتمند کاراته در جهان شناخته شد. و بسیاری از قهرمانان تیم ملی کاراته شاگردان مستقیم غلامرضا دباغیان بودند.
دباغیان در ۱۳۸۳ به عنوان مربی نمونه کشور از طرف سازمان صدا و سیمای جمهوری اسلامی ایران انتخاب شد.
غلامرضا دباغیان در سال ۱۳۸۷ در انتخابات سازمان جهانی شوتوکان ایران به عنوان ریاست جهانی سازمان برگزیده شد و هم اکنون سازمان جهانی شوتوکان کاراته دو ایران یکی از پرجمعیت ترین سبک های کاراته در ایران است و اولین سبک ایرانی است که قهرمانان خود را برای تدریس فنون کومیته به ژاپن زادگاه رشته کاراته فرستاده است. 

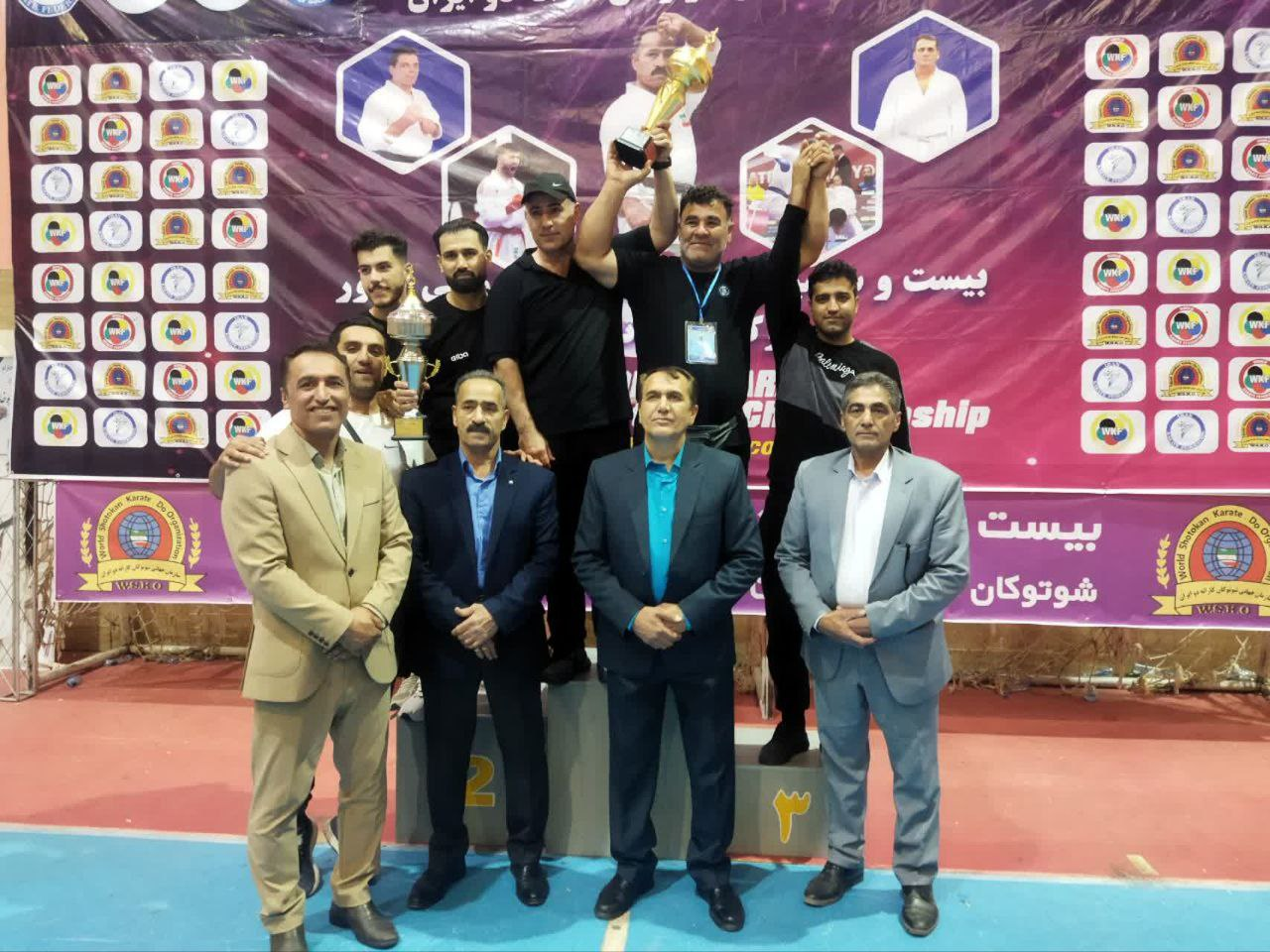
بیست و سومین دوره مسابقات قهرمانی کشور سازمان شوتوکان ایران

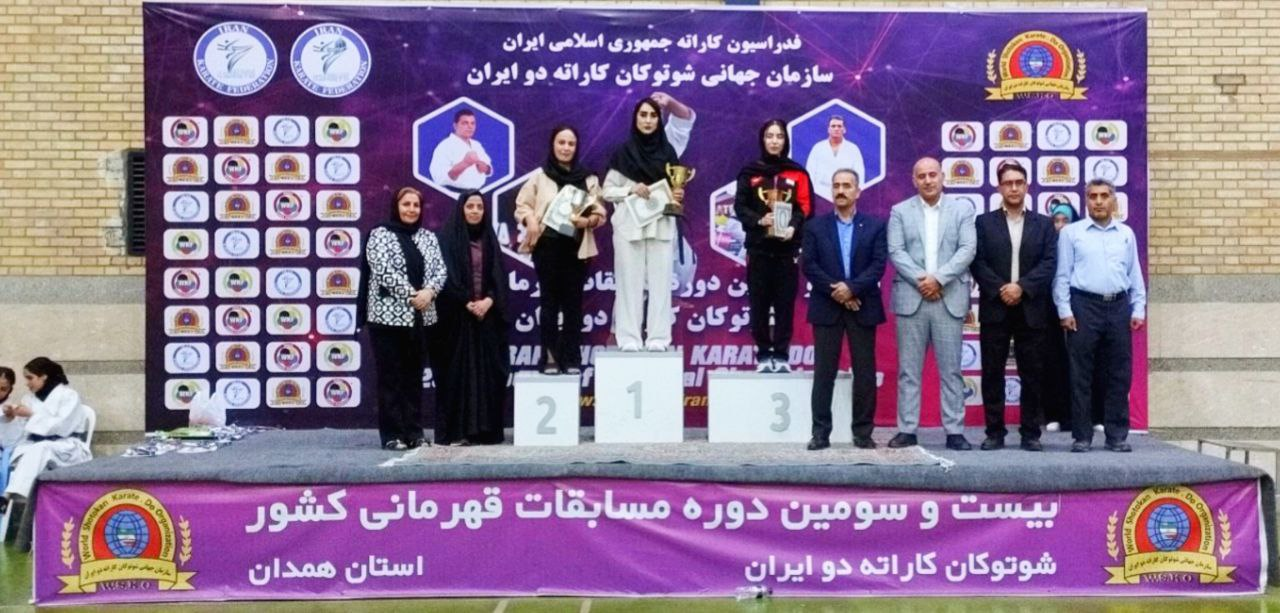
The 23rd Iran Shotokan Organization National Championship

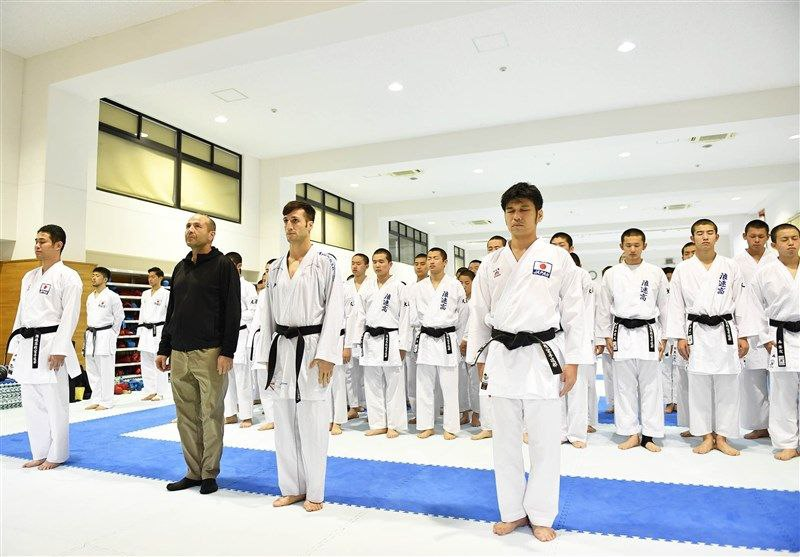
سمینار سازمان شوتوکان کاراته ایران در کشور ژاپن با تدریس امیر مهدی زاده

غلامرضا دباغیان از سال ۱۳۶۹ تا کنون در سمت های مختلفی مانند مربیگری، سرمربیگری، مشاورفنی، عضو کمیته فنی، مدیریت تیم های ملی، کارشناس خبره کاراته و... همواره در فدراسیون کاراته ایران حضور داشته و او هم اکنون عضو کمیته فنی فدراسیون کاراته می‌باشد.
غلامرضا دباغیان در سال ۱۳۸۵ (۲۰۰۶) تنها کمتر از ۵۴ روز مانده تا مسابقات جهانی فنلاند و بازیهای آسیایی قطر بخاطر مشکلاتی با فدراسیون کاراته از سمت مدیریت فنی تیم ها و سرمربیگری تیم ملی کاراته بزرگسالان استعفا داد. وی در مصاحبه ای اعلام کرد اگر تیم ایران در این مسابقات نتیجه مطلوبی نگرفت تمامی مسئولیت های آن را می پذیرد و اگر نتیجه خوبی کسب شد مسئولیت کسب آن با مربی جدید خواهد بود. تیم ملی کاراته ایران در آن سال یکی از بهترین نتیجه های خود را کسب کرد.

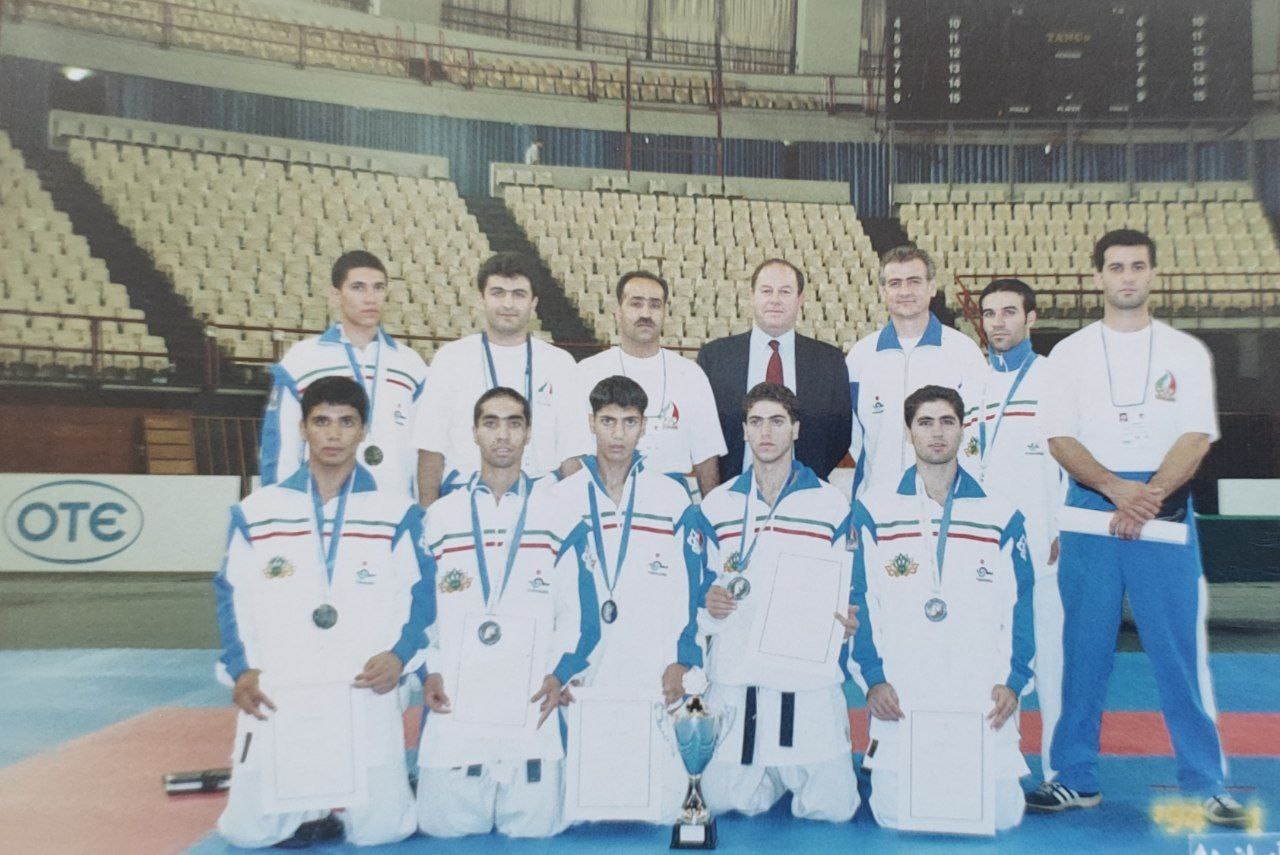
غلامرضا دباغیان سرمربی تیم ملی کاراته ایران همراه اعضای تیم ملی در کنار آنتونیو اسپینوزا رئیس فدراسیون جهانی کاراته

در ۱۸ سال حضور دباغیان به عنوان مدیر و سرمربی تیم ملی کاراته ایران ۲۹ مدال جهانی ۳۵ مدال آسیایی۴ مدال بازیهای آسیایی برای کشور ایران بدست آورد. 

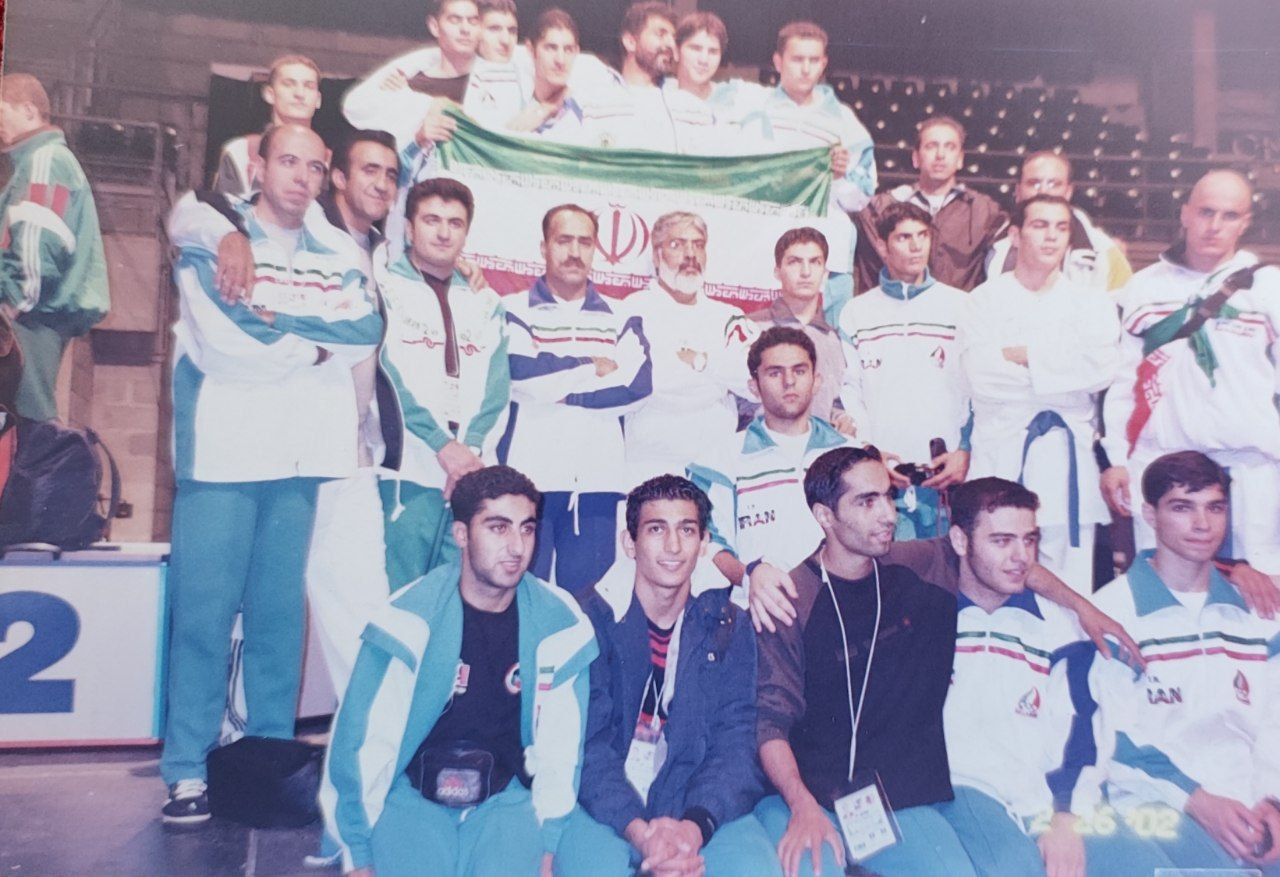
تیم ملی کاراته ایران به سرمربیگری غلامرضا دباغیان بعد از قهرمانی در مسابقات

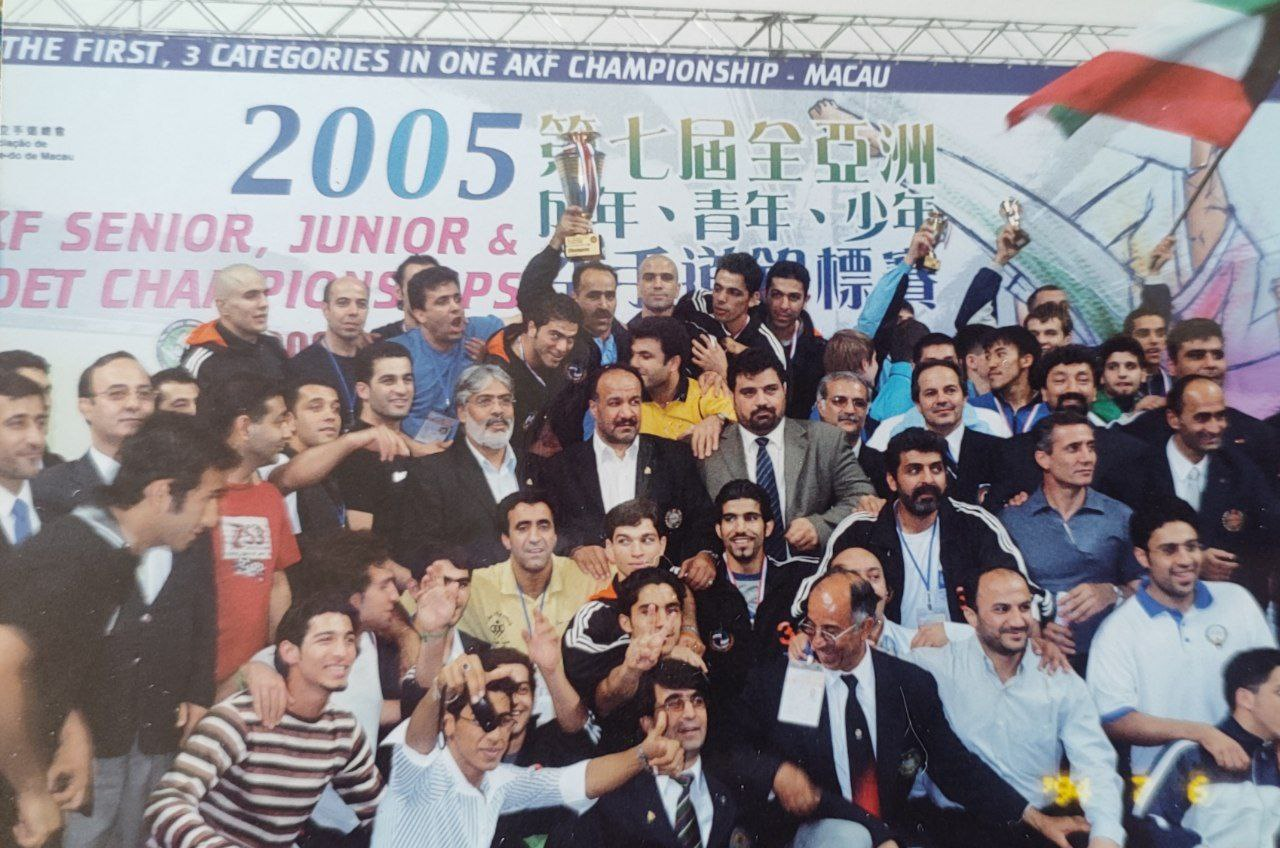
تیم ملی کاراته ایران بعد از قهرمانی در مسابقات آسیایی به سرمربیگری غلامرضا دباغیان

- کسب عنوان مربی نمونه کشور در سال 1383 از طرف سازمان صدا و سیمای جمهوری اسلامی ایران.
- کسب اولین مدال قهرمانی جهان تاریخ کاراته ایران بعد از انقلاب اسلامی توسط مهدی عموزاده شاگرد مستقیم غلامرضا دباغیان.
- کسب ۳ مدال طلای انفرادی جهان ، کسب ۳ مدال طلای بازیهای آسیایی و ۷ مدال برنز جهانی و ۵ مدال طلای آسیا و ۷ برنز آسیا توسط شاگردان مستقیم ایشان.
- دارنده درجه کمربند سیاه دان ۹.
- دارنده لقب هانشی.

- مدیریت تیم های ملی فدارسیون کاراته ایران.
- مشاور عالی فدراسیون کاراته ایران.
- عضو کمیته فنی فدراسیون کاراته ایران.
- ریاست سازمان جهانی شوتوکان کاراته ایران.
- مربی بین المللی فدراسیون جهانی کاراته WKF.

- مربی تیم اعزامی به مسابقات جهانی مالزی 1994 و بدست آوردن اولین مدال جهانی تاریخ کاراته ایران توسط مهدی عموزاده(مدال برنز) شاگرد مستقیم غلامرضا دباغیان.
- سرمربی تیم اعزامی به مسابقات جهانی آفریقای جنوبی 1996 و بدست آوردن اولین مدال طلای تاریخ کاراته ایران توسط مهدی عموزاده شاگرد مستقیم غلامرضا دباغیان. سر مربی تیم اعزامی به مسابقات جهانی برزیل 1998 و بدست آوردن یک نقره توسط علی شاطرزاده و یک برنز توسط علیرضا کتیرایی.
- سرمربی تیم ملی اعزامی به مسابقات جهانی آلمان 2000 و بدست آوردن سه برنز توسط سعید آشتیان، مهدی عموزاده، مهران بهنام فر.
- سرمربی تیم ملی اعزامی به مسابقات جهانی اسپانیا 2002 و بدست آوردن اولین مدال برنز تیمی ایران در جهان با کسب یک نقره و دو برنز انفرادی توسط جاسم ویشگاهی ، مهدی عموزاده ، حسین روحانی.

- سرمربی تیم ملی اعزامی به مسابقات جهانی جوانان و امید یونان 2001 و بدست آوردن اولین نایب قهرمانی تیمی تاریخ کاراته ایران و یک طلا ویک نقره انفرادی توسط حسین روحانی 60 امید ، محمد رضا محمدی 65 جوانان
- سرمربی تیم ملی اعزامی به مسابقات جهانی جوانان و امید مارسی فرانسه 2003 و برای اولین بار قهرمانی تیم ایران با پنج مدال طلا انفرادی و یک طلا تیمی و در مجموع با 6 مدال طلا و 3 برنز تیم ایران بدون حضور بانوان برای اولین بار در تاریخ کاراته ایران قهرمان جهان شد و در کاتا اولین نایب قهرمانی کاتای ایران هم بدست آمد. مدال آوران ( جوانان: فیکوهی و غفاری در وزن 55 و 60 طلا، امید ها: امیدها حسین روحانی، حسن روحانی، سعید فرخی ،  طلا  و سه برنز توسط مهدی جعفرقلی زاده، جاسم ویشگاهی، علی جعفر قلی زاده)
- سرمربی تیم ملی اعزامی به مسابقات جهانی مکزیک 2004  یک مدال نقره توسط حسین روحانی و یک برنز توسط مهران بهنام فر.
- سرمربی تیم ملی اعزامی به اولین دوره مسابقات کشورهای اسلامی 2005 و بدست آوردن شش مدال طلا و قهرمانی تیم ملی ایران.( در اولین دوره این بازیها، که ایران در 12 رشته شرکت نموده بود و در کل 11 مدال طلا گرفت که شش طلای آن را کاراته گرفت)
- سرمربی تیم ملی اعزامی به مسابقات بازیهای آسیایی بانکوک 1998 و بدست آوردن یک طلا توسط علیرضا کتیرایی و سه مدال نقره توسط علی شاطرزاده، مهدی عموزاده، علاالدین نکوفر برای تیم ایران کسب شد.
- سرمربیگری تیم مقاومت بسیج و کسب مقام سوم سوپر لیگ کاراته ایران در سال  ۱۳۸۹.

- کسب مدال طلای مسابقات قهرمانی انفرادی جهان پاریس توسط امیر مهدی زاده شاگرد مستقیم او در سال ۲۰۱۲

- کسب مدال برنز مسابقات قهرمانی انفرادی جهان برمن توسط امیر مهدی زاده شاگرد مستقیم او در سال ۲۰۱۴
- کسب مدال طلای مسابقات قهرمانی انفرادی جهان اتریش توسط امیر مهدی زاده شاگرد مستقیم او در سال ۲۰۱۶
- کسب مدال طلای مسابقات بازیهای آسیایی اینچئون توسط امیر مهدی زاده شاگرد مستقیم او در سال ۲۰۱۴
- کسب مدال طلای مسابقات بازیهای آسیایی جاکارتا توسط امیر مهدی زاده شاگرد مستقیم او در سال ۲۰۱۶
- کسب مدال برنز مسابقات قهرمانی کاراته آسیا توسط امیر مهدی زاده شاگرد مستقیم او در سال ۲۰۱۱
- کسب مدال طلای مسابقات قهرمانی کاراته آسیا توسط امیر مهدی زاده شاگرد مستقیم او در سال ۲۰۱۵
- کسب مدال طلای مسابقات قهرمانی کاراته آسیا توسط امیر مهدی زاده شاگرد مستقیم او در سال ۲۰۱۷
- کسب مدال برنز مسابقات قهرمانی کاراته آسیا توسط امیر مهدی زاده شاگرد مستقیم او در سال ۲۰۲۳

- سرمربیگری تیم آذر خودرو نوین قم و کسب مقام دوم سوپر لیگ کاراته ایران در سال 1393
- سرمربیگری تیم آذر خودرو نوین قم و کسب مقام اول سوپر لیگ کاراته ایران سال 1394

دیگر مقام هایی که توسط شاگردان مستقیم غلامرضا دباغیان بدست آمده:
- کسب ۱ برنز قهرمانی جوانان آسیا توسط احسان بهرامی.
- کسب ۱ مدال طلای مسابقات آسیایی نوجوانان و برنز مسابقات آسیایی جوانان و یک طلای آسیایی جوانان توسط محمد شایگان.
- کسب مدال برنز تیمی آسیا توسط ناصر نجفی و هادی داود آبادی شاگرد.
- کسب ۲ مدال برنز قهرمانی آسیا توسط سیدعلی بنی حسینی.
- کسب ۱ طلای قهرمانی آسیا نوجوانان و یک برنز جهانی نوجوانان توسط علی نجفی.
- کسب ۱ مدال طلای قهرمانی نوجوانان آسیا و یک برنز جوانان آسیا توسط حمیدرضا نجاتی.

1. کمک مربی تیم ملی کاراته جوانان ایران از سال ‍۱۳۶۹ (۱۹۹۰) تا سال ۱۳۷۱ (۱۹۹۲).
2. مربی تیم ملی کاراته بزرگسالان ایران از سال ۱۳۷۱(۱۹۹۲) تا سال ۱۳۷۳(۱۹۹۴).
3. سرمربی تیم ملی کاراته بزرگسالان ایران سال ۱۳۷۳ (۱۹۹۴) تا سال ۱۳۸۵ (۲۰۰۶).
4. سرمربی تیم ملی کاراته بزرگسالان ایران سال ۱۳۹۱ (۲۰۱۲) تا سال ۱۳۹۲ (۲۰۱۳).
5. سرمربی تیم ملی کاراته بزرگسالان ایران سال ‍۱۳۹۴ (۲۰۱۵) تا سال ۱۳۹۵ (۲۰۱۶).
6. مدیر فنی تیم های ملی کاراته ایران سال ۱۳۷۸(۲۰۰۰) تا سال ۱۳۸۵(۲۰۰۶)
7. سرمربی تیم باشگاه کاراته انقلاب قم از سال ۱۳۵۸ تا کنون.
8. سرمربی تیم آذرخودرو نوین قم از سال ۹۲ تا۹۳
9. سرمربی تیم آذرخودرو نوین قم از سال ۹۳ تا۹۴